# OK Liga 2015-2016
L'OK Liga 2015-2016 è stata la 47ª edizione del torneo di primo livello del campionato spagnolo di hockey su pista; disputato tra il 20 settembre 2015 e il 4 giugno 2016 si è concluso con la vittoria del Barcellona, al suo ventisettesimo titolo.

## Stagione

### Formula
L'OK Liga 2015-2016 vide ai nastri di partenza sedici club; la manifestazione fu organizzata con un girone all'italiana, con gare di andata e ritorno per un totale di 30 giornate: erano assegnati tre punti per l'incontro vinto, un punto a testa per l'incontro pareggiato e zero la sconfitta. Al termine della stagione regolare la vincitrice venne proclamata campione di Spagna. Le squadre classificate dal quattordicesimo al sedicesimo posto retrocedettero direttamente in Primera División, il secondo livello del campionato.

## Classifica finale
|                   | Pos. | Squadra         | Pt | G  | V  | N | P  | GF  | GS  | DR  |
| ----------------- | ---- | --------------- | -- | -- | -- | - | -- | --- | --- | --- |
| Spagna (bandiera) | 1.   | Barcellona      | 78 | 30 | 25 | 3 | 2  | 158 | 66  | +92 |
|                   | 2.   | Vic             | 63 | 30 | 19 | 6 | 5  | 119 | 74  | +45 |
|                   | 3.   | Liceo La Coruña | 61 | 30 | 19 | 4 | 7  | 147 | 88  | +59 |
|                   | 4.   | Reus Deportiu   | 51 | 30 | 15 | 6 | 9  | 118 | 98  | +20 |
|                   | 5.   | Vendrell        | 50 | 30 | 15 | 5 | 10 | 126 | 113 | +13 |
|                   | 6.   | Vilafranca      | 44 | 30 | 12 | 8 | 10 | 89  | 82  | +7  |
|                   | 7.   | Caldes          | 43 | 30 | 13 | 4 | 13 | 89  | 100 | −11 |
|                   | 8.   | Igualada        | 41 | 30 | 13 | 2 | 15 | 87  | 95  | −8  |
|                   | 9.   | Noia            | 39 | 30 | 10 | 9 | 11 | 100 | 116 | −16 |
|                   | 10.  | Voltregà        | 38 | 30 | 12 | 2 | 16 | 97  | 103 | −6  |
|                   | 11.  | Cerceda         | 35 | 30 | 10 | 5 | 15 | 87  | 122 | −35 |
|                   | 12.  | PAS Alcoy       | 31 | 30 | 9  | 4 | 17 | 91  | 116 | −25 |
|                   | 13.  | Lleida          | 30 | 30 | 8  | 6 | 16 | 84  | 113 | −29 |
|                   | 14.  | Lloret          | 30 | 30 | 9  | 3 | 18 | 81  | 115 | −34 |
|                   | 15.  | Maçanet         | 27 | 30 | 7  | 6 | 17 | 100 | 120 | −20 |
|                   | 16.  | Calafell        | 21 | 30 | 6  | 3 | 21 | 78  | 130 | −52 |

Legenda:
  Vincitore della Coppa del Re 2016.
      Campione di Spagna e ammessa all'Eurolega 2016-2017.
      Ammesse all'Eurolega 2016-2017.
      Ammesse in Coppa CERS 2016-2017.
      Retrocesse in Primera División 2016-2017.
Note:
Tre punti a vittoria, uno a pareggio, zero a sconfitta.